# Прато (Удине)
Прато је насеље у Италији у округу Удине, региону Фурланија-Јулијска крајина.
Према процени из 2011. у насељу је живело 423 становника. Насеље се налази на надморској висини од 492 м.